# Oxylychna phepsalias
Oxylychna phepsalias är en fjärilsart som beskrevs av Edward Meyrick 1907. Oxylychna phepsalias ingår i släktet Oxylychna och familjen äkta malar.
Artens utbredningsområde är Sri Lanka. Inga underarter finns listade i Catalogue of Life.